# Moon Geun-young
En aquest nom coreà, el cognom és Moon.
Moon Geun-young o Moon Geun Young —en coreà 문근영— (Gwangju, 6 de maig de 1987) és una actriu de cinema i de televisió sud-coreana. Coneguda pel seu malnom de "germaneta de la nació coreana".

## Treballs
- 1999 길 위에서 - On the Way
- 2002 연애소설 - Lovers' Concerto (germana de Ji-hwan's)
- 2003 장화·홍련 - A Tale of Two Sisters (Bae Su-yeon)
- 2004 어린 신부 - My Little Bride (Suh Boeun)
- 2005 댄서의 순정 - Innocent Steps (Jang Chae-ryn)
- 2006 사랑따윈 필요 없어 - Love Me Not (Ryu Min)
- 2008 The Painter of the Wind[2]
- 2010 Cinderella's Sister[2]